# 張孝忠 (唐朝)
张孝忠（730年—791年4月30日），本名张阿劳，封上谷郡王，谥贞武，唐朝将领，奚族。在安史之乱中，他最初为叛军燕军效力，后又效力军阀李宝臣。李宝臣死后，他效命朝廷，为官军在被半独立藩镇包围的河北提供了立足之地。

## 背景
张阿劳生于唐玄宗年间的730年。曾祖张靖和祖父张逊都是乙失活部的酋帅。玄宗天宝（742年-756年）年间，张阿劳的父亲张谧率部降唐，授鸿胪卿同正，后因张阿劳显贵获赠工部尚书。
张阿劳形体魁伟，长六尺余，性宽裕，孝顺双亲。在当地，他和王没诺干（后来的王武俊）被认为是最强壮的战士。天宝末，因射术出众，获授内供奉，安禄山奏他为偏将，先登陷阵，破九姓突厥，以功擢授漳源府果毅折冲。

## 安史之乱
天宝十四载（755年），安禄山在范阳反叛，张阿劳和田承嗣、张忠志都是他的先锋将领。安禄山称大燕皇帝后，张阿劳为其将，后又在后来称燕帝的史思明、史朝义父子帐下对唐军作战。广德元年（763年），史朝义死，燕亡，张忠志降唐，赐名李宝臣，成为唐朝将军，任成德节度使，张阿劳又为他效力。

## 效力李宝臣、李惟岳
在李宝臣帐下，张阿劳历任左领军郎将、左金吾卫将军同正、试殿中监，被赐名孝忠、字孝忠。李宝臣认为他谨重骁勇，起初很信任，以妻妹昧谷氏相许，还把易州的军队也交给他统制，他统军十余年，有威惠。大历十年（775年），因魏博节度使田承嗣吞并昭义镇大部、杀李宝臣弟李宝正、不敬平卢节度使李正己，唐玄宗之孙唐代宗忍无可忍，出兵讨伐。田承嗣率先攻打成德辖下的冀州，李宝臣命时任高阳军使的张孝忠率四千成德精锐出上谷屯贝丘以抵御，当田承嗣发现战局不利，说：“张阿劳在此，我不能拿下冀州。”就此焚营撤军。田承嗣弟田廷琳守贝州，遣高嵩岩率兵三千戍守宗城，李宝臣派张孝忠攻破之，斩高嵩岩，释放被田承嗣所擒四十余将。十月，李宝臣被田承嗣诱使攻打卢龙留后朱滔于瓦桥，但无法控制卢龙，便任张孝忠为易州刺史，分其精骑七千，以防朱滔反攻。张孝忠获擢太子宾客，封符阳郡王。
李宝臣临死前，作为成德的半独立统治者，他想把节度使的位子传给儿子李惟岳，但他知道李惟岳资质不足，可能不能辖制更强的将领，于是借故杀了大将李献诚（一作张献诚）等，并召张孝忠，但张孝忠不应，他又派张孝忠的弟弟张孝节相召。张孝忠让弟弟回复说：“被处决的诸将都犯了什么罪？我张孝忠怕死，不会前来，但也不会反叛，就像您不入朝一样。”张孝节说如果他带这话回去，必定要被杀。张孝忠说，如果兄弟一起回去，都会死；但如果他不回去，李宝臣就不敢杀张孝节——事实果然如此。因此，张孝忠和王武俊（其子王士真为李宝臣婿）成为仅有的在李宝臣的屠杀中幸存下来的成德军高级将领。
建中二年（781年）正月，李宝臣去世，临死时不能说话，手指北方而死，意在张孝忠。李惟岳要求唐代宗之子新继位的唐德宗允许他继任，被拒绝。五月李惟岳就和盟友田悦（田承嗣侄，大历十四年（779年）继任）、李正己、山南东道节度使梁崇义联合对朝廷开战。七月，李正己去世，八月，其子李纳奏请袭节度使，朝廷不准。淮宁节度使李希烈败杀梁崇义。朱滔服从朝廷，从北边进攻成德。当他攻到易州时，张孝忠率八千精兵守御，但朱滔命判官蔡雄告诉他，李惟岳的行为是无望的、非正义的。张孝忠被朱滔说服以易州降，九月，德宗授他检校工部尚书、成德军部恒州刺史、兼御史大夫，充成德军节度观察使，赐实封二百户，命他与朱滔合兵平叛。出于感激，他让儿子张茂和娶了朱滔的女儿，和朱滔交好。得知张孝忠反正，李惟岳杀了他留在恒州的弟弟张孝义和三个已出嫁的女儿。

## 任节度使
三年（782年）正月，朱滔和张孝忠攻占束鹿。李惟岳害怕，想投降朝廷，放弃成德，但被田悦察觉，田悦愤而要求处死建议李惟岳投降的书记邵真。李惟岳杀了邵真，派出一支军队，由魏博兵马使孟希祐和王武俊率领，想收复束鹿。由于王武俊和李惟岳彼此猜忌，李惟岳军被朱、张所败。朱滔想乘胜进军恒州，但张孝忠却向西北撤退到义丰，他也只得停止进军。将佐感到奇怪，张孝忠解释道：“恒州有众多宿将，不能小看。如果我们逼迫他们，他们会誓死抵抗。如果我们不施压，他们自己会打起来。你们只需要在这里看着，当我们在义丰等候时，我们可以看到李惟岳覆灭。朱司徒喜欢说大话，见识浅，可以和他一起创业，但不能一起守成。”如张孝忠所言，王武俊回恒州后起事，杀李惟岳，投降。定州刺史杨政义投降张孝忠。李惟岳的姐夫深州刺史杨荣国也向朱滔投降。由于李惟岳和梁崇义败亡，忠于朝廷的军队包围了田悦和李纳，似乎叛军很快就要覆灭，帝国重归统一。
但在对成德军取胜后，二月，德宗却拒绝按朱滔的要求把深州划给卢龙，而将成德所属七州分为三个小藩镇，新设易定沧（后改义武）军，以张孝忠为检校兵部尚书、易定沧三州节度使，下辖三个州府，军部定州，以王武俊为恆州刺史、恆冀都团练观察使，成德降将赵州刺史康日知为赵州刺史、深赵都团练观察使。李惟岳妻兄李固烈守沧州，张孝忠命押牙程华接收，军人杀李固烈，逼程华权领沧州，于是张孝忠授程华知沧州事。德宗表面上把德州、棣州划归卢龙，但这两州都被李纳控制。朱滔没有得到地盘，王武俊素来轻视张孝忠，自认为亲手诛杀李惟岳，功高于康日知，但张孝忠却做了节度使，自己却和康日知同为都团练使，又没得到赵、定二州，两人都不悦。田悦策反了他们。朱滔劝张孝忠也和他们联盟，张孝忠拒绝了。四月，朱滔南下会合王武俊前去援助田悦时，又派蔡雄说降张孝忠，张孝忠不从，表示自己昔日已经决定做忠臣，还提醒王武俊是反复之人，蔡雄还想巧言，张孝忠怒，想执其送京师，蔡雄逃走。朱滔以金帛诱张孝忠，不果，于是让表兄刘怦留守卢龙，遣小校郑朅筑垒于北境，防止张孝忠进攻，张孝忠也提防朱、王的进攻。张孝忠修城练兵，身处强藩之间，却没人能屈服他。朱滔聚兵攻打他，德宗命神策行营招讨使李晟、窦文场率师相救，朱滔解围而去，张孝忠军也得以保全。
四月，王武俊派王士真将康日知包围在赵州，七月，正在南部和田悦作战的李晟请求离开前线北上会合张孝忠援救赵州，德宗同意了。李晟率三千军到赵州后，王士真解围回恒州。李晟与张孝忠合攻涿、莫二州，意图绝幽、蓟路。四年（783年）五月，李晟和张孝忠之子张升云在清苑围朱滔部下易州刺史郑景济。朱滔离开魏博军部魏州，率步骑一万五千到清苑和李晟交兵，击败李晟，李晟退保易州，张升云奔满城。此败后，李晟病倒。
十月，在长安等待奔赴东面战场的泾原军因未得到皇帝足量的犒赏而兵变，迫使德宗逃往奉天（今陕西乾县）。叛军拥立朱滔的哥哥朱泚为首，朱泚很快自称秦帝，包围奉天。十一月，李晟病愈，想进军奉天援救德宗，但因为义武军正好嵌在朱滔和王武俊的辖区间，张孝忠害怕被攻打，想把李晟留在义武。直到李晟解下玉带贿赂了张孝忠的亲信大将让他为自己说话，留下儿子李凭和张孝忠之女订亲，张孝忠才让他离开，还派已成为自己手下大将的杨荣国也率六百锐兵同去。兴元元年（784年）正月，德宗为平叛发布特赦令，授张孝忠同中书门下平章事。三月，田悦从弟田绪杀田悦代立，朱滔攻贝州、魏州，昭义节度使李抱真派去诈降王武俊的辩客贾林对王武俊称，一旦魏博被朱滔攻陷，张孝忠也将称臣朱滔，朱滔将有三镇，联合回纥，占有成德乃至河朔，建议王武俊和李抱真合兵救魏，反正勤王。王武俊从之，败朱滔。五月，德宗在沧州设横海军，沧州遂脱离张孝忠治下的义武军。
贞元二年（786年），当朝廷相对稳定下来，天下重新臣服于德宗时，河北又发生了饥荒。由于战事，粮食储量很少，多人饿死，尸体堆积如山。张孝忠与下属们节省饮食，只吃干豆。人们欣赏他的俭朴，推他为贤将。三年（787年），德宗又授予他检校司空的荣衔，把女儿义章公主嫁给他的儿子张茂宗。张孝忠让已封为邓国夫人的妻子昧谷夫人到长安迎亲，德宗也为昧谷夫人举行了盛大的欢迎仪式。五年（789年）十月，张孝忠被手下将佐误导，袭击蔚州，掳获人畜。德宗下诏谴责，大约十天后张孝忠将人畜全部退还，但检校司空头衔被剥夺。六年（790年），又复为检校尚书左仆射同平章事。后又复检校司空。七年（791年）三月，张孝忠去世，追封上谷郡王，赠太傅，再赠魏州大都督，册赠太师，谥号贞武。
谷况著有《燕南记》三卷，记录张孝忠事。《册府元龟》载张孝忠曾任横海军节度使，误。

## 家庭

### 妻
- 昧谷氏，邓国夫人，左金吾卫大将军兼殿中监、赠特进昧谷崇义第八女

### 子
- 张茂昭（张昇云），嗣子，义武军节度、易定等州观察处置等使，起复左金吾卫上将军、检校工部尚书、定州刺史、兼御史大夫、延德郡王。其子张克礼被《新唐书·诸帝公主传》误作张孝忠子
- 张茂宏，雅王府司马
- 张茂宣，舒王府长史
- 张嗣雍，杞王府谘议参军
- 张嗣庆，试将作少监兼御史丞
- 张茂宗，银青光禄大夫、行光禄少卿、员外置同正员、驸马都尉
- 张茂和[33]
- 三女，皆出嫁，被李惟岳所杀